# آيتن أمين
آيتن أمين هي مخرجة سينمائية وممثلة ومؤلفة مصرية، ولدت بمدينة الاسكندرية في 13 أكتوبر 1978.

## عن حياتها
تخرجت آيتن أمين من الجامعة الأمريكية بالقاهرة حيث درست الإخراج السينمائي، وقد كان مشروع تخرجها من آرت لاب الجامعة الأمريكية فيلم (راجلها) والذي قد أثار الجدل بسبب جرأته الشديدة في وقت عرضه.

### بديتها في المجال الفني 2006
على الرغم من إثارة الجدل تجاه فيلم راجلها داخل الوسط النقدي الفني إلا أنها صرحت في لقاء صحفي أنها لم تكن متخوفة من جرأة الفيلم ولكن كان سبب تخوفها تجاه الفيلم إفساده، حيث صرحت في الحوار الصحفي قائلة حينما سؤلت عن تخوفها من تقديم الفيلم قائلة«ليس بسبب جرأة الفكرة، ولكن لشدة إعجابي بالفكرة كنت متخوفة من أن أفسدها! حتى أتى إلينا المخرج "سعد هنداوي"، الذي كان مشرفًا علينا لمدة ثلاثة مستويات، وكان يتابعني في كل مراحل الكتابة، حيث إنني لم أكن قد عملت في السوق. وقد عمل الجميع بدون أجر فيما عدا الأشياء التي في حاجة لتمويل مثل المونتاج والتصوير، حتى أن من ساعدني كان بدون أجر، إلى أن وجدت أن الفيلم يذهب إلى مهرجانات ويحصل على جوائز.
»
وقد عُرض الفيلم في عشرة مهرجانات دولية وقد قدمت بعد ذلك فيلمين قصيرين عن حياة الممثلة وعارضة الأزياء المصرية مديحة كامل وعن تاريخ الرقص الشرقي.

### فيلم بصرة 2008
كانت أول مشاركة تمثيلية لها في فيلم بصرة، حيث قامت بدور «هدى» وهو فيلم روائي من تأليف وإخراج أحمد رشوان، وقد عرض الفيلم في 20 أكتوبر، 2008.

### فيلم 69 مساحة 2010 وتكريمها بمهرجان القاهرة السينمائي الدولي
شاركت آيتن أمين في كتابة سيناريو فيلم 69 مساحة، وقد فازت بجائزة ملتقى مهرجان القاهرة السينمائي الدولي لعام 2010 عن سيناريو فيلم (69 مساحة) وقد قدمت فيلم (ربيع 89) الذي يتعرض لمناقشة اضطراب المشاعر أثناء فترة المراهقة، وقد عقبت على فوزها بالجائزة قائلة.

### فيلم تحرير 2011
شاركت في إخراج فيلم تحرير 2011: الطيب والشرس والسياسي، وهو فيلم وثائقى تم عرضه بشكل تجارى على مدار ثلاثة أسابيع في دور العرض السينمائية، ولاقى رواجا في الشارع المصري. يتحدث الفيلم عن أحداث الثورة المصرية في الفترة ما بين 25 يناير إلى 11 فبراير.

### بعد ذلك
قامت بإخراج فيلم (فيلا 69) عام 2013، وقد شاركت بعد ذلك في تأليف وإخراج مسلسل (سابع جار).

## أعمالها
| - فيلم راجلها عام 2006 - فيلم تحرير 2011: الطيب والشرس والسياسي عام 2011 - فيلم فيلا 69 عام 2013 - مسلسل سابع جار عام 2017 | - فيلم راجلها عام 2006 - مسلسل سابع جار عام 2017 - فيلم بصرة عام 2010 |  |

## روابط خارجية
- آيتن أمين على موقع IMDb (الإنجليزية)
- آيتن أمين على موقع ألو سيني (الفرنسية)
- آيتن أمين على موقع قاعدة بيانات الفيلم (الإنجليزية)